# قطعنامه ۵۶۵ شورای امنیت
قطعنامه ۵۶۵ شورای امنیت سازمان ملل متحد که در تاریخ ۱۴ ژوئن ۱۹۸۵ تصویب شد، سندی بین‌المللی دربارهٔ قبرس است. این قطعنامه طی نشست ۲۵۹۱ام با ۱۵ موافق، ۰ مخالف و ۰ ممتنع تصویب شد.